# Jawoll (Band)
Jawoll war eine Kasseler Band, die Anfang der 1980er Jahre im Zuge der Neuen Deutschen Welle im deutschsprachigen Raum kommerziell erfolgreich war.

## Bandgeschichte
Jawoll wurde 1981 von Kornelia Scholz und Matthias Kutschke an der Kasseler Kunsthochschule gegründet. Der englische Gitarrist Robert Foster regte zunächst an, Englisch zu texten. Inspiriert von der Band Ideal und Anette Humpe entschlossen sich die Bandmitglieder, weiter nur noch auf Deutsch zu texten.
Die Band erhielt einen Vertrag bei Rüssl Räckords, dem Label des Komikers, Musikers und Malers Otto Waalkes. Aufmerksamkeit entstand durch einen Fernsehauftritt in der populären Musiksendung Bananas. Es folgte die Veröffentlichung des einzigen Albums Jawoll, dessen Singleauskopplung Taxi die Top 20 der deutschen Singlecharts erreichte. Das nach der Band benannte Album erreichte in den deutschen Charts Platz 14.
Die zweite Singleauskopplung Marmelade erreichte nicht die Hitparaden. Es folgte ein Wechsel des Labels. Die nachfolgende Single Rendezvous erreichte Platz 49 der deutschen Singlecharts. Auch ein weiterer Labelwechsel brachte keinen großen Erfolg mehr. 1984 erschien die letzte Single der Band Ich bin verrückt nach Dir. 1986 löste sich Jawoll auf.

## Nach der Auflösung
Der Gitarrist Robert Foster ging nach der Auflösung nach Kanada und schloss sich dort der Sängerin Jann Arden an, mit der er internationale Erfolge feierte.
Die Sängerin Kornelia Scholz arbeitete anschließend als Malerin. Sie starb 1991 in Regensburg im Alter von 38 Jahren an Leukämie.

## Diskografie

### Alben
- 1982: Jawoll

### Singles
- 1982: Taxi
- 1982: Marmelade
- 1983: Rendezvous – Ich hab' dich seit langem nicht gesehen
- 1984: Ich möchte bei Dir sein
- 1984: Ich bin verrückt nach Dir